# Chevrolet Series CA Eagle / Master
Chevrolet Series CA Eagle / Master — американський автомобіль, виготовлений компанією Chevrolet у 1933 році на заміну моделі BA Confederate 1932 року. На початку 1933 року виробництва автомобіль отримав назву «Орел». Коли пізніше в лютому 1933 року до нього приєднався дешевший Chevrolet Standard Six (серія CC), назву Eagle було змінено на «Master», щоб надати Chevrolet модельний ряд із двома автомобілями, і вперше за десять років вони виробляли дві моделі на різних колісних базах. Починаючи з 1926 року, GM запровадив короткочасну програму виробництва компаньйонів General Motors, у рамках якої Oakland, Oldsmobile, Buick і Cadillac додавали «супутні» моделі до кожного підрозділу (Pontiac, Viking, Marquette та LaSalle, відповідно). Єдиним підрозділом, який не отримав «молодшу» марку, був Chevrolet; натомість була представлена дешевша серія Standard.